# Julie Christensen
Julie Christensen (Iowa, 21 de enero de 1956) es una cantante y compositora estadounidense de rock y música country.

## Carrera
Como solista, Christensen ha publicado cinco álbumes, y en enero de 2016 lanzó el disco The Cardinal con su banda de Nashville Stone Cupid. Está radicada en Nashville desde 2013. Miembro fundador de la banda Divine Horsemen, Julie ha realizado varias giras con el cantautor Leonard Cohen, además de compartir escenario con Todd Rundgren, Iggy Pop, Public Image Limited, Van Dyke Parks, John Doe, Exene Cervenka y K. D. Lang.

## Discografía

### Con Stone Cupid
- The Cardinal (2016)

### Como Julie Christensen
- Love Is Driving (1996)
- Soul Driver (2000)
- Something Familiar (2006)
- Where the Fireworks Are (2007)
- Weeds Like Us (2012)

### Con The Divine Horsemen
- Time Stands Still (Enigma) 1984
- Devil's River (SST) 1986
- Middle of the Night(SST) 1986
- Snake Handler (SST) 1987